# Xysticus brunneitibiis
Xysticus brunneitibiis is een spinnensoort uit de familie van de krabspinnen (Thomisidae).
De wetenschappelijke naam van de soort werd in 1939 gepubliceerd door Lodovico di Caporiacco.